# 範子內親王
範子內親王（治承元年11月（1177年） - 承元4年四月十二日（1210年5月6日））為平安時代末期至鎌倉時代初期的皇族。賀茂齋院。高倉天皇第2皇女，母小督局。安德天皇與後鳥羽天皇是的異母姐。土御門天皇的准母，院號坊門院。又有六角宮或貓間齋院之稱。
範子內親王出生後，生母小督局因受到平清盛的逼迫而出家，年幼的範子內親王便在貓間中納言－藤原光隆的七条坊門第內成長。治承2年（1178年）6月內親王宣下。不久，因前齋院頌子內親王（鳥羽天皇皇女）退職而成為新任齋院，同時因貓間中納言－藤原光隆的緣故而有貓間齋院之稱。治承3年12月舉行著袴儀式。治承4年（1180年）進入紫野院內修行。養和元年（1181年）正月，因高倉天皇的過世而退職。同年11月範子內親王所居住的世尊寺第在大火中燒毀。壽永2年（1183年）在法住寺合戰之際，與上西門院（統子內親王）、皇后宮亮子內親王（後白河天皇女一宮、安德、後鳥羽兩天皇準母）、頌子內親王（鳥羽天皇皇女、統子內親王異母妹）一同在五辻第避難。之後後鳥羽天皇與土御門天皇都相繼因改方位而在五辻第內暫居。
建久6年（1195年）得到准后的地位，建久9年（1198年）隨著土御門天皇即位，成為天皇准母和皇后宮。建永元年（1206年）成為女院，稱坊門院。此外，修明門院與春花門院都曾是範子內親王的院號候補。承元4年（1210年）4月12日在一条室町第內因胸病而崩御，得年34歳。